# Федеріко Фаджин
Федеріко Фаджин (1 грудня 1941) — італійський фізик, винахідник та підприємець, відомий завдяки розробці першого комерційного мікропроцесора. Керував проектом 4004 (MCS-4) та групою розробників протягом перших п'яти років мікропроцесорних розробок Intel.
15 жовтня 2010 року разом зі іншими розробниками отримав від президента США Барака Обами нагороду Національна медаль технологій та інновацій (National Medal of Technology and Innovation) за роботу над Intel 4004.